# Quixadá
Quixadá é um município brasileiro do estado do Ceará. É a maior cidade do sertão central, com uma população de 84.165 habitantes, segundo o censo de 2022. Possui uma área de 2.019,834 km² e uma densidade demográfica de 43,43 hab/km². O município possui o 17º maior PIB do estado, maior renda per capita e melhor IDH do Sertão central. Na década de 1960 e 1970 o município esteve na lista das 100 cidades mais populosas do Brasil.
Conhecida como "Terra da Galinha Choca", "Terra dos Monólitos" ou "Cidade Rainha do Sertão Central", uma de suas características mais marcantes são formações rochosas, os monólitos, nos mais diversos formatos que "quebram" a aparente monotonia da paisagem sertaneja. É também conhecida por ser a terra de escritores como Jáder de Carvalho e Rachel de Queiroz que, apesar de ter nascido em Fortaleza, a capital do Ceará, possuía uma relação muito forte com a cidade, visitando-a constantemente, quando se hospedava em sua Fazenda Não Me Deixes, que herdou de seu pai, Daniel de Queiroz.

## Toponímia
O nome Quixadá é derivado das línguas indígenas faladas no território cearense antes do descobrimento. Em alguns documentos antigos figura como Queixadá, Quixedá, Quixeda e Quixadá. Para Paulino Nogueira, em seu livro Vocabulário Indígena em Uso na Província do Ceará (1887), presume que o nome vem da tribo Tapuia dos Quixaras, também conhecida com Quixadás. Segundo Carl von Martius, é derivada de Quixeurá. Para Teodoro Sampaio, em seu livro O Tupi na Geografia Nacional, a palavra pertence a língua cariri mas, por não haver qualquer registros, não é possível afirmar significado exato. Thomaz Pompeu Sobrinho — que propõe a versão Quichaitá — atribuiu a origem à tupi.

## História

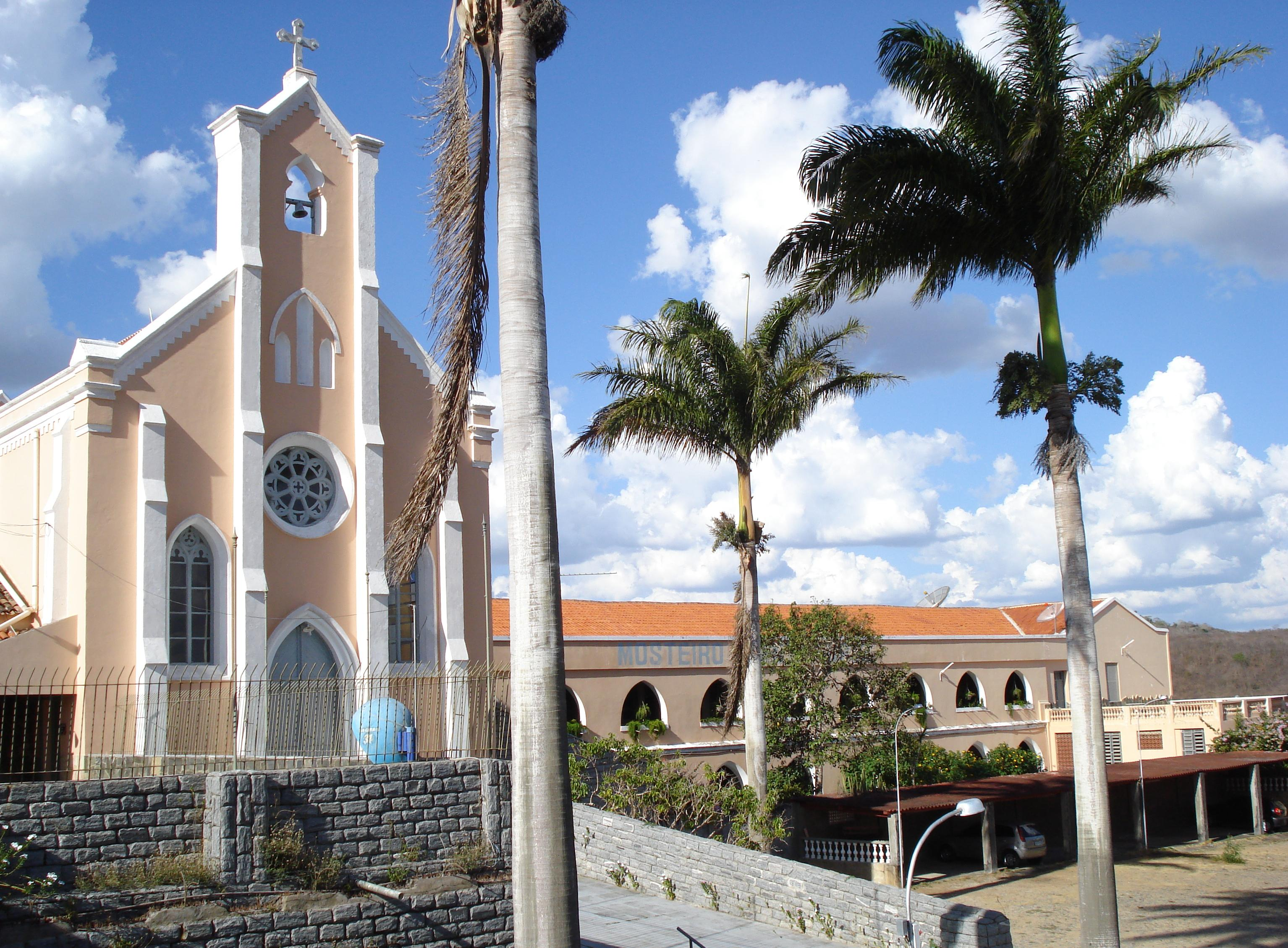
Capela de São José e Mosteiro

Originalmente, a região foi habitada pelos índios Canindés e Jenipapo pertences ao grupo dos Tapuias, resistindo à invasão portuguesa no início do século XVII (17), sendo (pacificados) em 1705, quando Manuel Gomes de Oliveira e André Moreira Barros ocuparam as terras de Quixadá. Estes grupos indígenas resistiram até 1760, pois os conflitos entre índios e colonos, ocasionados pelo desenvolvimento da pecuária desde 1705, praticamente extinguiram essas tribos.
A colonização da área compreendida atualmente pelo município de Quixadá ocorreu através da penetração pelo rio Jaguaribe, seguindo seu afluente o rio Banabuiú e depois o rio Sitiá, cujo objetivo principal era a conquista de terras para a pecuária de corte e leiteira.
A primeira escritura pública da região foi a do Mosteiro Beneditino, hoje Casa de Repouso São José, na Serra do Estêvão, onde hoje é o distrito de Dom Maurício, em 1641. Manuel da Silva Lima, alegando ter descoberto dois olhos d'água, obteve uma sesmaria. Essas terras, inicialmente de Carlos Azevedo, eram o "Sítio Quixedá" adquirido por compra conforme escritura de 18 de dezembro de 1728.
Em seguida, a propriedade foi vendida a José de Barros Ferreira em 1747 por duzentos e cinquenta mil réis. Oito anos depois, José de Barros, construiu casas de morada, capela e curral, lançando assim as bases da atual cidade de Quixadá, sendo considerado, portanto, o legítimo fundador da cidade. A fazenda prosperou e se transformou em distrito do município de Quixeramobim.
A partir do século XIX, com a instalação da estrada de ferro que ligava o Cariri à Fortaleza ocorreu forte urbanização do município. Esta também foi fortemente influenciada pela produção de algodão exportado para a Inglaterra, que nesta época vivia a Revolução Industrial. A Freguesia de Quixadá foi criada pela Lei provincial n.° 1.305, de 5 de novembro de 1869. Em de 27 de outubro de 1870 a Lei provincial n.° 1.347 criou o Município de Quixadá desmembrando-o de Quixeramobim e sendo elevado à categoria de vila.
Com o projeto e a construção do Açude Cedro, a vila passa a receber ainda mais imigrantes vindo de diversas regiões (estimados em 30.000), além disso diversas estradas foram construídas. Este processo acelera a urbanização, fazendo com que em 17 de agosto de 1889 a vila recebesse foros de cidade pela Lei provincial n.º 2.166.
Deste sua emancipação até hoje, teve cinquenta e três governos municipais, sendo o fazendeiro Laurentino Belmonte de Queiroz, o primeiro gestor no período de 1871 a 1873.

## Geografia

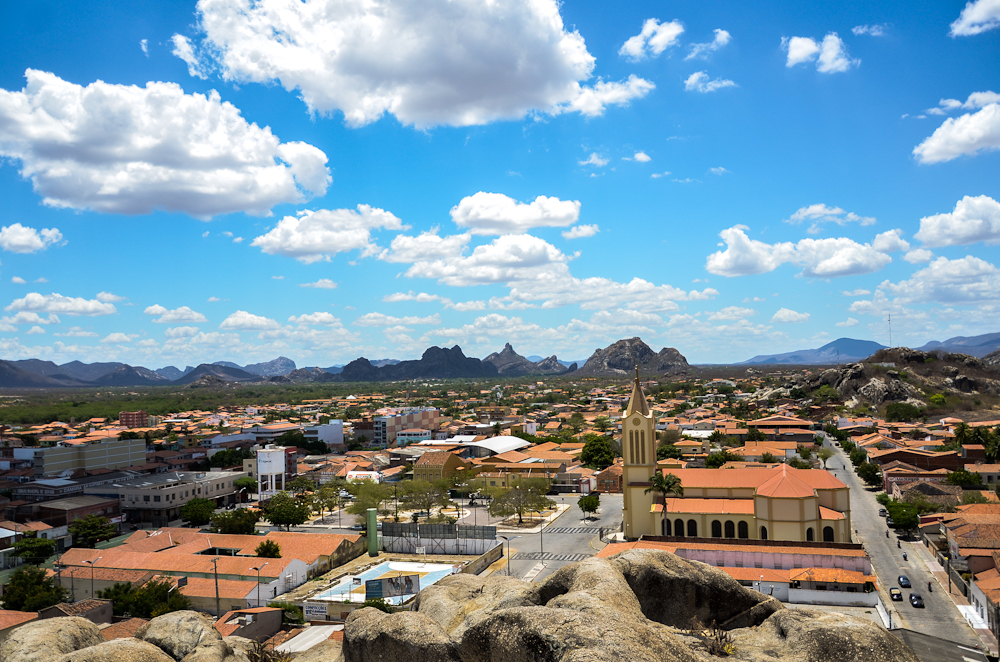
Vista parcial do centro com Igreja Matriz de Quixadá em primeiro plano. Ao fundo é possível visualizar alguns dos monólitos que circundam a cidade

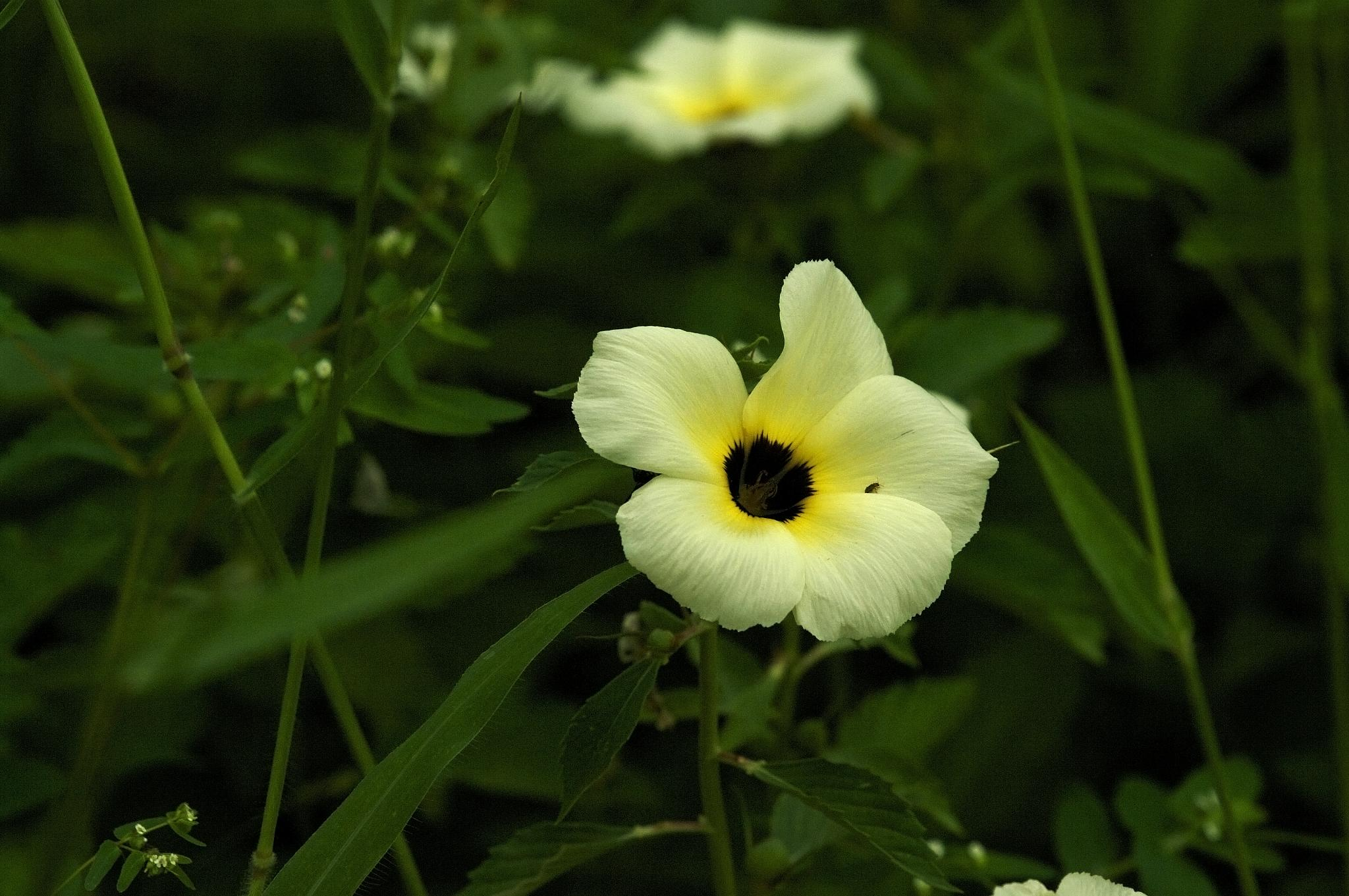
A Flor-do-Guarujá é facilmente encontrada durante a estação chuvosa

A maior parte do território faz parte das depressões sertanejas com maciços residuais, como a serra do Estêvão. Notabiliza-se também pela geografia rica em inselbergs, ou monólitos (formações rochosas isoladas na paisagem), que dominam boa parte da área do município, dos quais o mais famoso é a "Pedra da Galinha Choca", que tem este nome por conta do curioso formato. Os solos são pouco profundos em sua maior parte e têm como principal característica encharcar na estação chuvosa e ressecar facilmente nos períodos de estiagem. Os lençóis de água são geralmente salinizados devido às características geológicas da região.
Quixadá está localizado em sua maior parte na bacia hidrográfica do rio Sitiá. Uma outra parte do seu território está nas bacias de dois outros rios: o rio Piranji e o rio Choró. O município conta com uma grande quantidade de pequenos reservatórios que estão espalhados em todo o território. No entanto, possui dois grandes reservatórios, ambos localizados no leito rio Sitiá, são os açudes do Cedro, com capacidade de 126.000.000 m³, e o Açude Pedras Brancas, com capacidade de 434.049.000 m³.
A vegetação característica da maior parte do município é a caatinga arbustiva densa ou aberta, caracterizada pela presença de cactos e vegetação rasteira com árvores baixas e cheias de espinho. Nas áreas mais elevadas da serra do Estêvão ocorre a floresta caducifólia espinhosa, ou Caatinga arbórea. O município possui as seguintes unidades de conservação: Monumento Natural dos Monólitos de Quixadá, com área de 16.635,59 ha, criado pelo decreto estadual n° 26 805 de 31 de outubro de 2002, e a Reserva Particular do Patrimônio Natural Fazenda Não Me Deixes, com área de 300 hectares, criado pela portaria Nº 148/98 do IBAMA em 5 de novembro de 1998. Apesar disso, aua cobertura vegetal tem sofrido grande intervenção, através de desmatamentos e queimadas com o objetivo de preparar o solo para a agricultura e a pecuária extensiva, além da extração de ilegal de madeira para lenha e carvoarias.
O clima é tropical quente semiárido. A temperatura média anual é de 29℃, com pluviometria média anual ser de 818 mm com chuvas concentradas de fevereiro a maio. Além disso, destacam-se os elevados índices de evaporação e evapotranspiração durante todo o ano aliada à irregularidade do regime de chuvas. A região de Quixadá está sujeita à ocorrência de secas severas. Segundo dados do Instituto Nacional de Meteorologia (INMET), referentes ao período de 1931 a 1964, a menor temperatura registrada em Quixadá foi de 16,8 °C em 21 de julho de 1961 e a maior atingiu 38 °C em 19 de dezembro de 1937 e 17 de fevereiro de 1938.
| Dados climatológicos para Quixadá | Dados climatológicos para Quixadá | Dados climatológicos para Quixadá | Dados climatológicos para Quixadá | Dados climatológicos para Quixadá | Dados climatológicos para Quixadá | Dados climatológicos para Quixadá | Dados climatológicos para Quixadá | Dados climatológicos para Quixadá | Dados climatológicos para Quixadá | Dados climatológicos para Quixadá | Dados climatológicos para Quixadá | Dados climatológicos para Quixadá | Dados climatológicos para Quixadá |
| Mês | Jan                               | Fev                               | Mar                               | Abr                               | Mai                               | Jun                               | Jul                               | Ago                               | Set                               | Out                               | Nov                               | Dez                               | Ano                               |
| --- | --------------------------------- | --------------------------------- | --------------------------------- | --------------------------------- | --------------------------------- | --------------------------------- | --------------------------------- | --------------------------------- | --------------------------------- | --------------------------------- | --------------------------------- | --------------------------------- | --------------------------------- |
| Temperatura máxima recorde (°C) | 37,4                              | 38                                | 37,2                              | 36,6                              | 36                                | 36                                | 35,5                              | 36                                | 37                                | 37                                | 37,2                              | 38                                | 38                                |
| Temperatura máxima média (°C) | 33,7                              | 33                                | 32                                | 31,6                              | 31,4                              | 31,7                              | 32                                | 33                                | 33,7                              | 34,2                              | 34,3                              | 33,9                              | 32,9                              |
| Temperatura média (°C) | 27,9                              | 27,4                              | 26,9                              | 26,7                              | 26,4                              | 26,2                              | 26,2                              | 26,7                              | 27,2                              | 27,7                              | 27,9                              | 27,9                              | 27,1                              |
| Temperatura mínima média (°C) | 22,1                              | 21,9                              | 21,9                              | 21,8                              | 21,5                              | 20,7                              | 20,5                              | 20,4                              | 20,8                              | 21,2                              | 21,6                              | 22                                | 21,4                              |
| Temperatura mínima recorde (°C) | 19                                | 18                                | 19                                | 19                                | 18                                | 17,6                              | 16,8                              | 16,9                              | 17,8                              | 18,7                              | 19,9                              | 18                                | 16,9                              |
| Precipitação (mm) | 61,5                              | 104,4                             | 170,7                             | 174,4                             | 109,4                             | 48,3                              | 16,6                              | 4,6                               | 0                                 | 0,2                               | 3,9                               | 12,3                              | 706,3                             |
| Fontes: Climate-data.org (médias de temperatura), FUNCEME (médias de precipitação: 1981-2010) e INMET (recordes de temperatura: 1931-1964) |                                   |                                   |                                   |                                   |                                   |                                   |                                   |                                   |                                   |                                   |                                   |                                   |                                   |

## Geologia

### Recursos minerais
É encontrada entre Quixadá e Itapiúna uma série de ocorrências de minério de manganês Destaca-se o minério de manganês do distrito de Juá, onde ocorre em forma de lentes em gnaisses migmatíticos do Complexo Algodões, constituídas por espessartita, rodonita, pirolusita, manganita, criptomelana e todorokita.

## Demografia
Quixadá pode ser considerado um município de porte médio em função da sua população de 86.605 habitantes (2017), o que representa 0,93% da população do estado. Seu crescimento demográfico anual é de 0,5% (2006-2007), no entanto, quando a população atual é confrontada com os dados do censos de 1970 (98.509 habitantes) e de 1991 (72.292 habitantes) e das estimativas para 1996 (64.442 habitantes) observa-se o declínio da população. Isto se deve, basicamente, ao desmembramentos dos distritos de Banabuiú e Ibaretama em 1988 e de Choró em 1993. Sua população é predominantemente urbana e feminina.

## Administração pública
A administração municipal se dá pelo poder executivo e pelo poder legislativo.
Antes de 1930 os municípios eram dirigidos pelos presidentes das câmaras municipais, também chamados de agentes executivos ou intendentes. Somente após a Revolução de 1930 é que foram separados os poderes municipais em executivo e legislativo. Portanto, no momento da emancipação, não havia o cargo de prefeito. A administração municipal era exercida pelo presidente da Câmara Municipal e alguma vezes num colegiado de vereadores tendo o presidente à frente, deste modo, Laurentino Belmonte de Queiroz tornou-se o primeiro chefe do executivo municipal, cargo que ocupou até 19 de maio de 1873, quando a nova Câmara de Vereadores do Município foi empossada. 

### Estrutura administrativa

#### Executivo
A pasta da Prefeitura Municipal de Quixadá de 2017 a 2020 é composta por:
- Secretaria do Desenvolvimento Social e Fundação de Geração de Emprego, Renda e Habitação Popular;
- Secretaria da Administração;
- Secretaria da Educação;
- Secretaria da Saúde;
- Secretaria da Agricultura Familiar e Desenvolvimento Rural;
- Departamento Municipal de Administração de Bens e Serviços Públicos e Departamento Municipal de Trânsito;
- Secretaria do Desenvolvimento Urbano e Meio Ambiente;
- Secretaria de Cultura, Esporte e Juventude;
- Procuradoria Geral do Município;
- Secretaria do Planejamento e Finanças;
- Chefia de Gabinete;
- Controladoria Geral do Município;
- Instituto de Previdência Municipal de Quixadá;
- Coordenadoria de Comunicação.

#### Legislativo
A Câmara Municipal é composta por 17 vereadores desde o início da legislatura de 2013, anteriormente eram 21.

#### Judiciário
O município é sede da:
- 9º Batalhão da Polícia Militar ;
- 23ª Vara da Justiça Federal;
- Tribunal Regional Eleitoral - 6 ZONA;
- Tribunal Regional do Trabalho;
- Fórum Desembargador Avelar Rocha.

### Divisão administrativa
O município é formado pela sede e mais 12 distritos: Califórnia, Cipó dos Anjos, Custódio, Daniel de Queiroz, Dom Maurício, Juá, Juatama, Riacho Verde, São Bernardo, São João dos Queiroz, Tapuiará e Várzea da Onça.

## Economia
Quixadá é um dos centros comerciais mais expressivos do Ceará, para onde afluem as comunidades das cidades vizinhas. A maior fonte de empregabilidade é a administração pública, com mais de 2 mil funcionários. As principais atividades econômicas estão relacionadas à prestação de serviços e ao comércio. Em seguida vem a avicultura e a ovinocaprinocultura.

### Comércio
A economia de Quixadá depende principalmente no setor terciário (comércio e serviços) que é responsável por mais de 70% do PIB municipal além de ocupar aproximadamente 59% da população economicamente ativa (deste montante, 51% são trabalhadores autônomos, do chamado setor informal). O comércio do município está concentrado no Centro da cidade onde recebe semanalmente centenas de moradores das áreas rurais e de municípios vizinhos como Choró, Banabuiú, Ibicuitinga e Ibaretama.
Dentre as empresas deste setor, destacam-se os atacadistas que abastecem os pequenos estabelecimentos comerciais dos distritos e dos municípios vizinhos. Os estabelecimentos de comércio varejista está voltado, basicamente, para os moradores da cidade e da zona rural.
Outra importante atividade para o comércio municipal é a realização de feiras que ocorrem em dias específicos. Às quintas-feiras, ocorre a feira de animais no Parque de Exposição no bairro do Campo Novo, às sextas-feiras, de frutas nas proximidades do Terminal Rodoviário, e diariamente de frutas e utilidades domésticas, na rua Dr. Eudásio Barroso nas proximidades da Câmara Municipal.

### Pecuária
Representada principalmente pela avicultura, bovinocultura leiteira, ovinocultura e caprinocultura.
A ovinocaprinocultura local está associada à presença de agentes expressivos na região, como, por exemplo, a Associação de Criadores de Caprinos e Ovinos do Estado do Ceará (Acocece), composta pelos médios e grandes produtores, um frigorífico com tecnologia para beneficiar a carne dos ovinos e caprinos e ainda aspectos climáticos da região. A Expoece, tradicional feira de caprinos e ovinos, é considerada uma das maiores do Ceará e uma das mais importantes do Nordeste, movimentando no ano de 2009, volume superior a R$ 1 milhão somente nas vendas do leilão. Além disso, o evento envolve toda a cadeia produtiva caprina e ovina da região.

#### Avicultura
A avicultura, juntamente com o comércio, é o principal setor da economia quixadaense. São quatro granjas de grande e médio porte: Granja Feliana Ltda, Granja Abrigo Ltda, Quixadá Alimentos Avículas Ltda (QUIAVE) e Carneiro Avícola Ltda (CARVIL).
A produção é de cerca 80 mil frangos por semana, movimentando em torno de 1 milhão e 200 mil reais por mês. São gerados 400 empregos diretos e aproximadamente 2 mil indiretos.
A CARVIL é a única que também produz ovos, 90 mil unidades por dia. A produção é voltada para o consumo em todo o estado do Ceará e também Piauí e Maranhão.

### Indústria
O município possui pequenas indústrias alimentícias, tecelagens e calçadistas. Entre as grandes instalações industriais existe uma fábrica de calçados além de uma usina de biodiesel (com previsão de início de operações em agosto de 2008) com capaciadade 157 mil litros/dia, ou 57 milhões litros/ano localizada no distrito de Juatama.

## Turismo

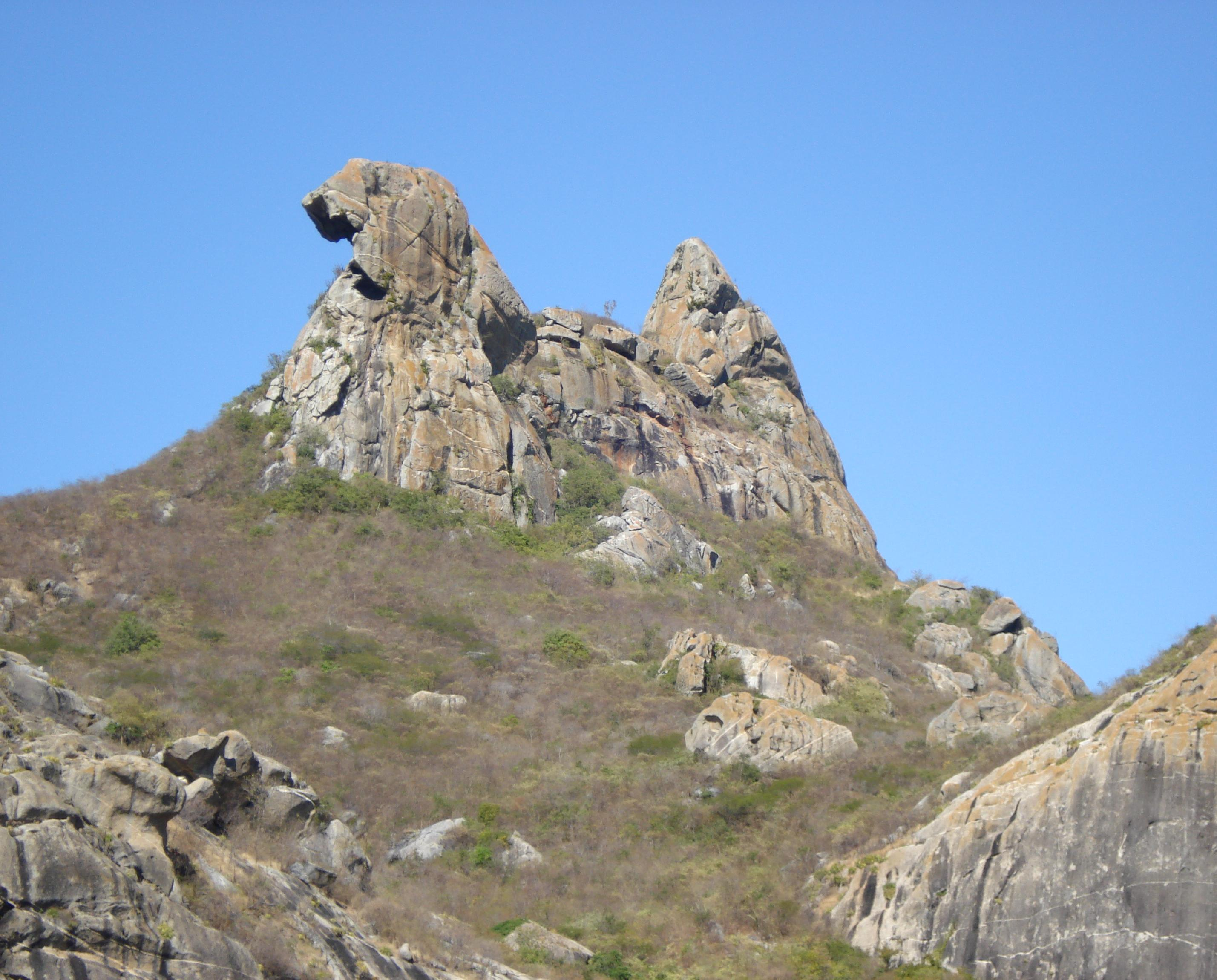
A Pedra da Galinha Choca é um dos principais pontos turísticos de Quixadá

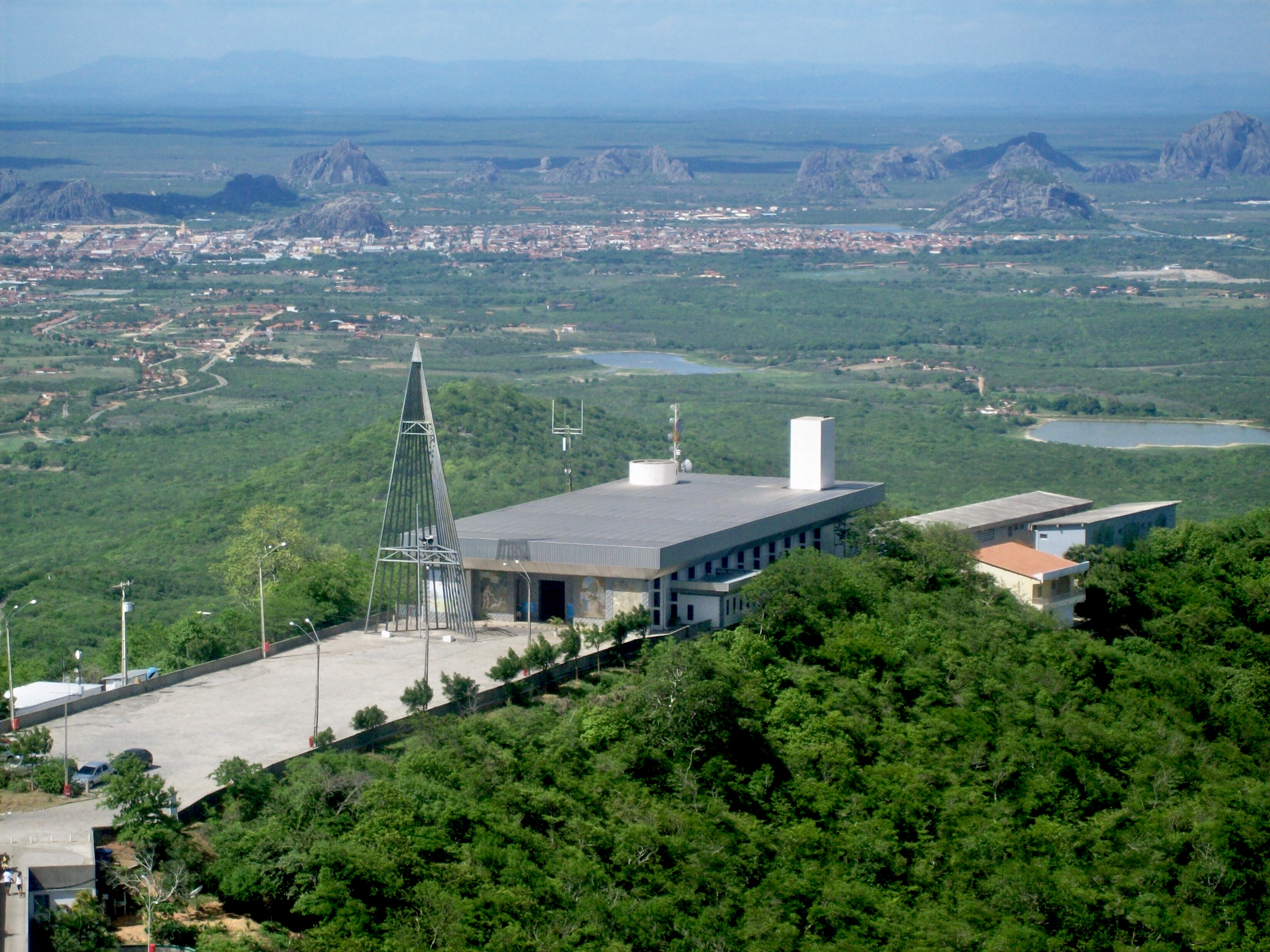
Santuário de Nossa Senhora Imaculada Rainha do Sertão e a cidade ao fundo

Embora pouco explorado, o município apresenta grande potencial turístico, especialmente para o ecoturismo devido à beleza de suas paisagens, além para a prática de esportes radicais como voo livre (parapente e asa-delta), off-road, trekking, orientação, montanhismo e rapel.
Em 30 de janeiro de 2015, a Barragem do Cedro foi adicionada à Lista Indicativa do Patrimônio Mundial da Unesco.

### Atrações turísticas
- Açude Cedro
- Pedra da Galinha Choca
- Santuário N. Sra. Imaculada Rainha do Sertão[27]
- Chalé da Pedra
- Lagoa dos Monólitos
- Morro do Urucu
- Pedra do Cruzeiro
- Serra do Estêvão
- Trilha da Barriguda
- Trilha do Olho d'Água
- Trilha do Boqueirão
- Trilha Cabeça do Gigante
- Fazenda Magé
- Museu Histórico Jacinto de Sousa
- Fazenda Não Me Deixes
- Memorial Cego Aderaldo

## Cultura
Equipamentos culturais

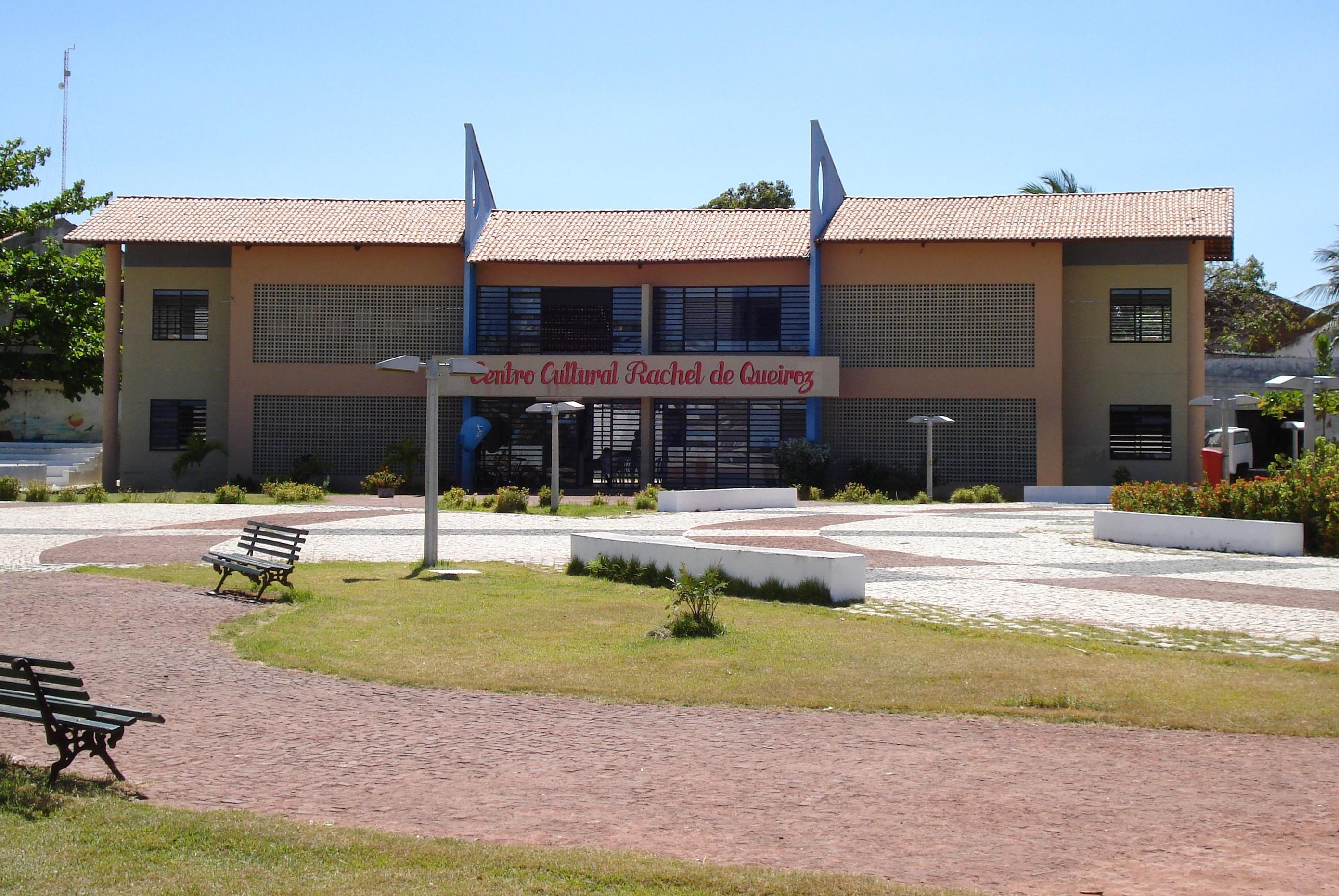
Centro Cultural Rachel de Queiroz

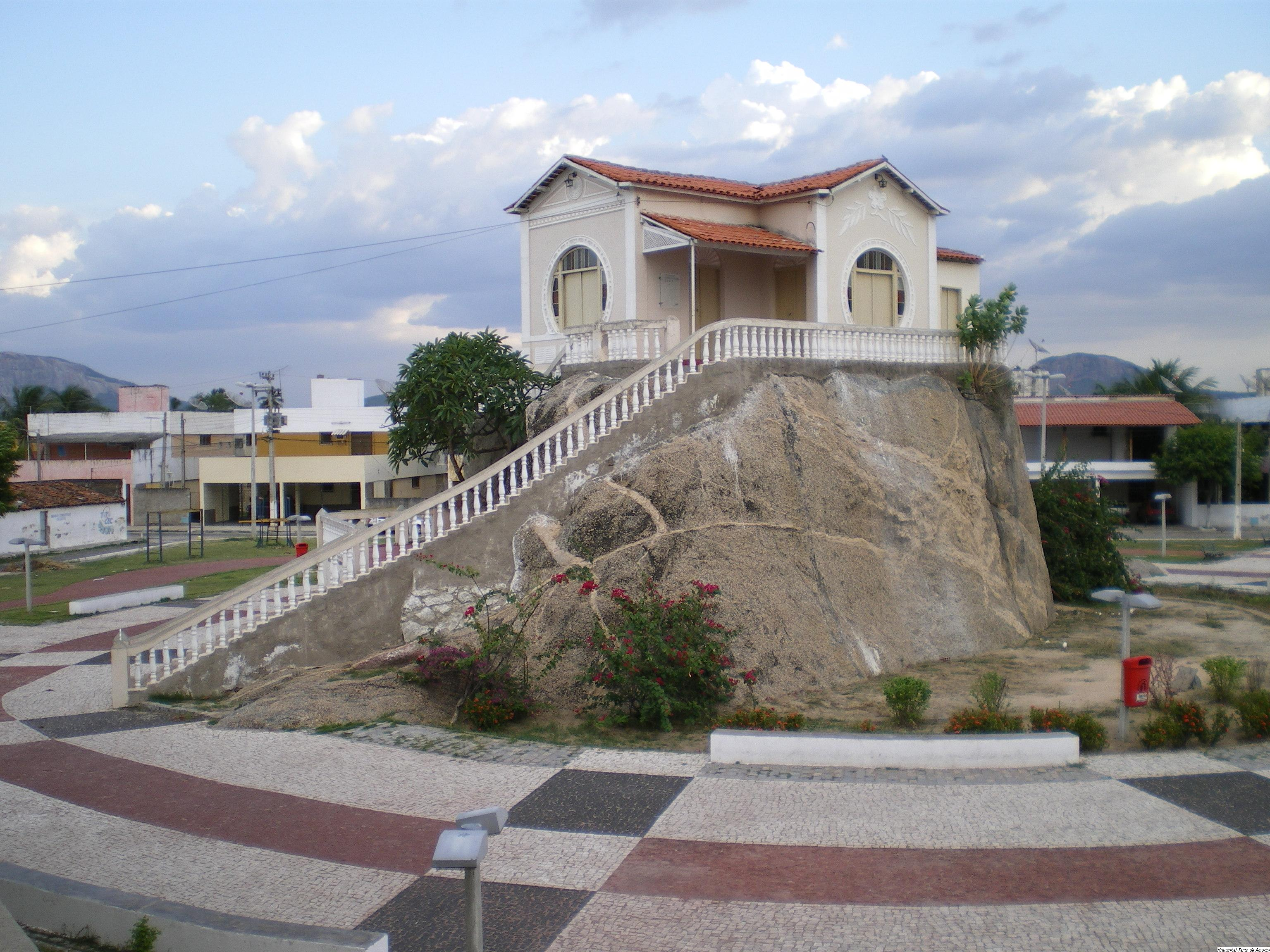
Chalé da Pedra

Quixadá possui um museu, o Museu Histórico Jacinto de Sousa, um centro cultural, o Centro Cultural Rachel de Queiroz, com dois pavimentos, um teatro e um anfiteatro. O centro cultural oferece oficinas de audiovisual, música, teatro e artes plásticas.
E a então inaugurada Memorial Rachel de Queiroz onde fica o atual chalé da pedra, um ambiente restaurado e equipado com peças e artefatos da escritora.
E recentemente foi inaugurado o Cinema, localizado no  Pinheiro Supermercado .
Eventos religiosos
Um dos principais eventos religiosos do município é a romaria de Nossa Senhora Imaculada Rainha do Sertão 
Seguido pelo mais novo evento que já acontece desde 2011, a Via Sacra, organizada por membros da Fundação Rachel de Queiroz, tem seus acontecimentos realizados na Praça da Cultura, localizada no centro da cidade.
No distrito de Califórnia também são realizadas as festas em homenagem ao seu padroeiro São Francisco de Assis.
Festa de Nossa Senhora do Carmo Comunidade Croa Grande Califórnia Quixadá
Filmes
- O Cangaceiro Trapalhão é um filme brasileiro de 1983 do grupo de comediantes brasileiros Os Trapalhões e inspirado na história do cangaceiro Virgulino Ferreira da Silva, também conhecido como Lampião, o assim chamado "Rei do cangaço". Gravado em Juatama distrito de Quixadá.

- Os Trapalhões e o Mágico de Oróz é um filme brasileiro de 1984, do gênero comédia infantil, dirigido por Victor Lustosa e Dedé Santana e estrelado pela trupe humorística Os Trapalhões. Foi realizado por Renato Aragão Produções em parceria com DeMuZa Produções. O filme é uma paródia do conto O Mágico de Oz.

- Luzia Homem é um filme brasileiro de 1988, baseado no romance homônimo de Domingos Olímpio. O filme foi gravado na fazenda Teotônio, município de Madalena, no Ceará, mas também contou com cenas gravadas em Quixadá. [29][30]

- O Quinze é um filme brasileiro de 2004 baseado no romance homónimo de Rachel de Queiroz, Sinopse:1915, sertão central do Ceará. Uma grande seca dizimou boa parte da população local. A jovem professora Conceição (Karina Barum), que trabalha em Fortaleza, passa as férias na fazenda de sua avó, Mãe Inácia (Maria Fernanda Meirelles), no município de Quixadá. Lá ela convive com os problemas da seca, além de se envolver com seu primo Vicente (Juan Alba). Ele é fazendeiro e está apaixonado pela prima, mas no momento concentra sua atenção no combate a uma praga de carrapatos e em salvar o gado da fome. No município também vive Chico Bento (Jurandir Oliveira), que trabalha como vaqueiro na fazenda de Dona Marocas. Quando recebe ordem de se retirar do local, Chico negocia com Vicente sua pequena criação em troca de uma burra velha e uma quantia em dinheiro. Ele então parte com sua família rumo a Fortaleza, enfrentando as dificuldades do percurso.

- O Auto da Camisinha é um média-metragem de ficção de 2009, com 52 minutos de duração e rodado em 35mm. Tem como um dos atores principais Chico Anysio. O filme tem uma importante mensagem de cidadania ao tratar de assuntos como a prevenção de doenças sexualmente transmissíveis. Ele promete chamar a atenção de todos com a forma com que vai tratar desses assuntos, por meio de uma linguagem lúdico educativa que deve agradar o público e ao, mesmo tempo, conscientizá-lo do assunto. Também gravado na Juatama - Quixadá.

- O Shaolin do Sertão é um filme brasileiro de 2016 dirigido por Halder Gomes e escrito por L.G. Bayão. Edmilson Filho é o protagonista do filme no papel de Aluísio Li, um homem que sonha em ser um grande lutador. O elenco é composto por Fábio Goulart no papel de um lutador aposentado de vale-tudo, Toni Tora Pleura, e Bruna Hamú que interpreta Anésia Shirley, interesse romântico de Aluízio e Armandinho (Marcos Veras); Marcos Veras, Dedé Santana e Falcão completam o elenco principal. O filme  começou a ser rodado nas Cidades de Quixadá e em Guanacés distrito de Cascavel, todas no Estado do Ceará, no dia 30 de novembro do mesmo ano e terminou de ser filmado no dia 19 de janeiro de 2016.[31]

- Área Q, um filme estadunidense-brasileiro dos gêneros ficção científica e suspense que contou com a participação dos globais, Tânia Kalil e Murilo Rosa, é uma parceria entre as produtoras Reef Pictures Inc., ATC Entretenimentos e Estação Luz Filmes. O projeto reúne vários profissionais já conhecidos do cinema brasileiro, dentre eles destacam-se Glauber Filho (diretor do filme Bezerra de Menezes: O Diário de um Espírito), como produtor executivo; Márcio Ramos, responsável pelos efeitos especiais. Já entre seus produtores está o cearense Halder Gomes, que foi responsável pelos filmes Cine Holliúdy e O Shaolin do Sertão.

- A Lenda do Gato Preto dirigido pelo quixadaense Clébio Ribeiro é um longa-metragem com orçamento total estimado em R$1,5 milhão. Utilizando pontos turísticos da cidade como o Açude do Eurípides e o histórico Açude Cedro, a produção levanta questões sobre presença cigana na década de 1970 e questões espirituais. Na trama, um grupo de ciganos chega a um Quixadá fictício e se instala nos arredores da cidade. O comportamento distante dos padrões e o forte preconceito da época fazem os comerciantes iniciarem uma empreitada contra a estadia dos passantes. Destaque para o elenco que conta com Jackson Antunes, Emiliano Queiroz, Jane Azeredo, Juliana Carvalho, Sidney Souto, Haroldo Serra e Alexandre Mandarino. O filme marca também o retorno da atriz, produtora cultural e diretora Aurora Duarte, longe das telas há décadas, a pernambucana radicada em São Paulo disse estar “perfeitamente integrada ao lugar”. “Quixadá é personagem também”.

- O Cangaceiro do Futuro é uma série de comédia brasileira, dirigida por Halder Gomes e Glauber Filho e com roteiro de Chico Amorim, Paulo Leierer, Clara Deak, Lucas de Rosa e Halder Gomes, com produção de Mayra Lucas e Carolina Alckmin, pela GLAZ Entretenimento. A série conta com sete episódios, lançada pela Netflix em 2022. A série começou a ser gravada na cidade de Quixadá, distrito de Juatama, no Estado do Ceará no início de novembro de 2021,[32]

- Feito Pipa ainda em produção, é mais uma película filmada no sertão de Quixadá, no Ceará, o novo projeto cinematográfico do diretor Allan Deberton que tem no elenco os atores Lázaro Ramos, Yuri Gomes, Teca Pereira, Georgina Castro e Carlos Francisco. A previsão é que o filme estreie em 2025. [33][34][35]

## Educação superior
Quixadá se configura como o maior polo educacional do Sertão Central e recebe alunos das cidades circunvizinhas e de outras regiões do Ceará, contando com a Universidade Federal do Ceará, a Universidade Estadual do Ceará (Faculdade de Educação, Ciências e Letras do Sertão Central), o Instituto Federal do Ceará, o Centro Universitário Estácio IDOMED e o Centro Universitário Católica de Quixadá.
A UECE atua em Quixadá desde 1976 através da Faculdade de Educação, Ciências e Letras do Sertão Central, contando com as graduações em Ciências Biológicas, História, Letras, Física, Matemática, Pedagogia e Química e as pós-graduações stricto sensu em Educação e Ensino e o Mestrado Nacional Profissional em Ensino de Física.

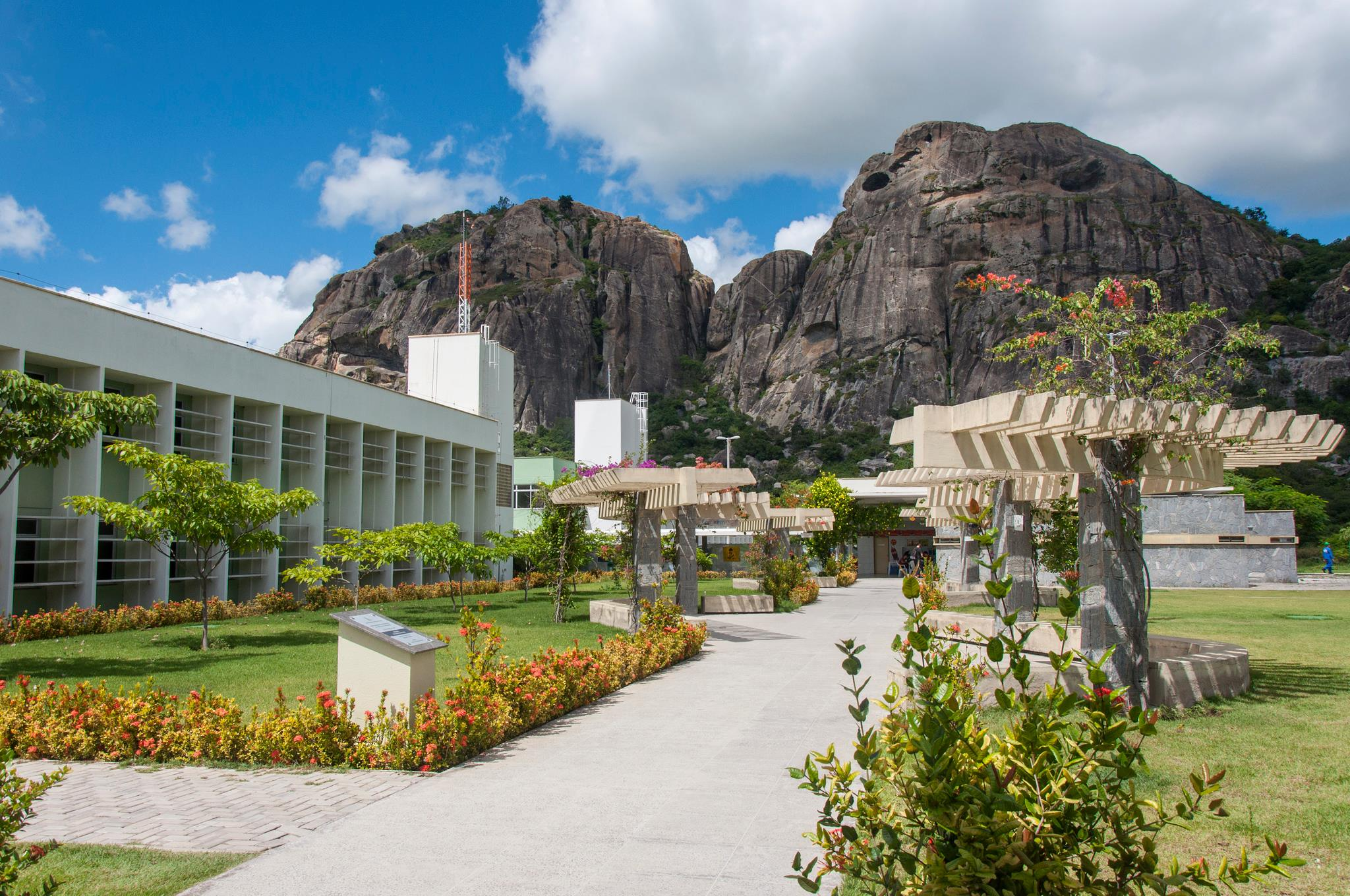
UFC - Campus de Quixadá

O IFCE possui campus no Município desde 2008 e agrega as graduações em Engenharia Ambiental e Sanitária, Engenharia Civil, Engenharia de Produção Civil, Licenciatura em Geografia e Licenciatura em Química.
A UFC de Quixadá iniciou suas atividades em 2007, se tornou referência no âmbito da Tecnologia da Informação no Estado e oferta os cursos de graduação em Ciência da Computação, Design Digital, Engenharia de Computação, Engenharia de Software, Redes de Computadores e Sistemas de Informação e um Mestrado Acadêmico em Ciência da Computação (PCOMP).
No ensino particular, a Estácio IDOMED agrega o curso de Medicina e a Unicatólica conta com os cursos de Administração, Arquitetura e Urbanismo, Biomedicina, Ciências Contábeis, Direito, Educação Física, Enfermagem, Engenharia Civil, Engenharia de Produção, Farmácia, Filosofia, Fisioterapia, Nutrição, Odontologia, Psicologia, Sistemas de Informação e Teologia e o Mestrado Interinstitucional em Psicologia Clínica. 

## Saúde
O Município de Quixadá conta com os serviços de saúde prestados pelo Postos de Saúde da Família (PSF), pelo Hospital Municipal Dr. Eudásio Barroso, Hospital e Maternidade Jesus Maria José, o Hemocentro Regional de Quixadá, a UPA 24 e a Policlínica Regional. Além disso, o Município é atendido diretamente pelo Hospital Regional Sertão do Central (HRSC), equipamento terciário do Governo do Estado do Ceará, que é sediado em Quixeramobim.